# 栄町 (桐生市)
栄町（さかえちょう）は、群馬県桐生市の旧町名である。
現在の浜松町二丁目の北部にあたる。1966年（昭和41年）の住居表示の実施により、浜松町の一部となった。

## 概要
桐生市の中部に位置し、諏訪町・芳町・安楽土町・今泉町・清水町とともに桐生市第七区に属していた。
東北部は新川を境として清水町に、東南部は桐生川を境として菱町に、南部から西部にかけて浜松町にそれぞれ接していた。
かつては新川の中州に位置しており、町内の東南部で新川が桐生川に合流していた。

## 歴史
かつての今泉村の一部にあたる。1873年（明治6年）に、今泉村、堤村、本宿村、村松村が合併して安楽土村となる。
1889年（明治22年）の町村制施行により、桐生新町、新宿村、安楽土村、下久方村、上久方村平井が合併して桐生町が発足、安楽土村は桐生町の大字の一つとなる。1921年（大正10年）の市制施行を経て、1929年（昭和4年）に大字が廃止され、栄町が新設された。
1966年（昭和41年）の住居表示の実施に伴う町名変更により、栄町は浜松町二丁目に編入し、第七区から第五区に所属区が変更となった。